# Paul Wilhelm Wenger
Paul Wilhelm Wenger (* 15. Juni 1912 in Gundelsheim am Neckar; † 3. Dezember 1983 in Bonn) war ein deutscher Journalist und Publizist.

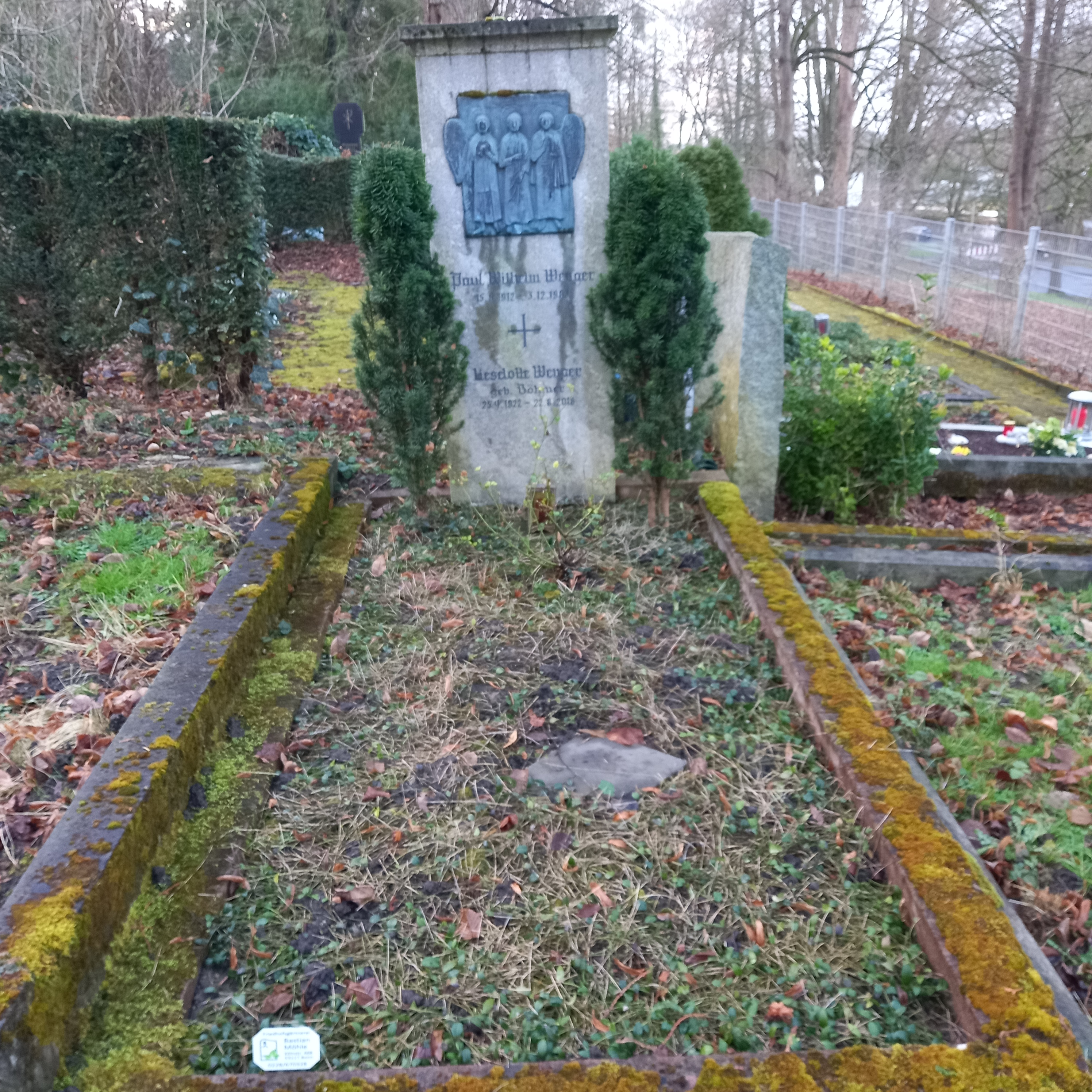
Das Grab von Paul Wilhelm Wenger und seiner Ehefrau Lieselotte geborene Bohner auf dem Kessenicher Bergfriedhof in Bonn

## Leben
Paul Wilhelm Wenger studierte ab 1930 Rechtswissenschaften, katholische Theologie und Geschichte an der Eberhard Karls Universität Tübingen. Während des Zweiten Weltkrieges war er von 1939 bis 1945 Soldat der Wehrmacht, zuletzt als Oberleutnant der Reserve einer Pioniereinheit.
Nach Kriegsende war Wenger von 1945 bis 1948 Landgerichtsrat am Landgericht Tübingen und wechselte als Journalist zum Rheinischen Merkur, an dessen Gründung er zusammen mit Franz Albert Kramer sowie Anton Böhm und Otto B. Roegele im Jahre 1945/1946 beteiligt war. 1966 erhielt er den Theodor-Wolff-Preis.
Paul Wilhelm Wenger gehörte zum Freundeskreis Konrad Adenauers. Ende der 1950er Jahre trat er mit einer Erklärung für ein Territorium der Bundesrepublik westlich der Elbe an die Öffentlichkeit, die auch bestimmend für die Politik Adenauers gegenüber den Vertriebenen, den Deutschen in der DDR und den nicht zur damaligen Bundesrepublik Deutschland gehörenden, teilweise ehemaligen Gebieten Deutschlands war.
Wenger war eng befreundet mit dem Künstler Rudolf Schlichter.

## Schriften (Auswahl)
- „Wer gewinnt Deutschland? Kleinpreußische Selbstisolierung oder mitteleuropäische Föderation“, Stuttgart-Degerloch: Seewald Verlag 1959 (im gleichen Jahr in polnischer Übersetzung erschienen).